# NCIS (16.ª temporada)
A décima sexta temporada de NCIS estreou em 25 de setembro de 2018 nos EUA.
A série gira em volta da equipe ficcional de agentes especiais do NCIS, o qual conduzem investigações criminais envolvendo Marinha dos Estados Unidos e o Corpo de Fuzileiros Navais dos Estados Unidos.

## Elenco
| Participante | Participante | Participante | Participante | Participante | Participante |
| ------------ | ------------ | ------------ | ------------ | ------------ | ------------ |
|              | Principal    |              | Recorrente   |              | Convidado    |

| Personagem               | Ator/atriz        | Cargo                                                    | Cargo |
| ------------------------ | ----------------- | -------------------------------------------------------- | ----- |
| Leroy Jethro Gibbs       | Mark Harmon       | Agente Especial Supervisor                               |       |
| Timothy McGee            | Sean Murray       | Agente Especial Sênior                                   |       |
| Eleanor "Ellie" Bishop   | Emily Wickersham  | Agente Especial                                          |       |
| Leon Vance               | Rocky Carroll     | Diretor do NCIS                                          |       |
| Donald "Ducky" Mallard   | David McCallum    | Historiador do NCIS e Ex-Médico Legista Chefe            |       |
| Jimmy Palmer             | Brian Dietzen     | Médico Legista                                           |       |
| Nicholas "Nick" Torres   | Wilmer Valderrama | Agente Especial                                          |       |
| Jacqueline "Jack" Sloane | Maria Bello       | Agente Especial e Analista Comportamental                |       |
| Kasie Hines              | Diona Reasonover  | Analista forense                                         |       |
| Tobias Fornell           | Joe Spano         | Investigador particular e ex-Agente Senior do FBI        |       |
| Delilah Fielding-McGee   | Margo Harshman    | Analista do Departamento de Defesa e esposa de Tim McGee |       |
| Kayla Vance              | Naomi Grace       | Filha do Diretor Vance                                   |       |
| Phillip Brooks           | Don Lake          | Capitão da Marinha e amigo de Gibbs                      |       |
| Anthony DiNozzo Sr.      | Robert Wagner     | Pai do ex-agente do NCIS Tony DiNozzo                    |       |
| Emily Fornell            | Juliette Angelo   | Filha de Tobias Fornell                                  |       |
| Diane Sterling           | Melinda McGraw    | Ex-esposa de Gibbs e de Fornell (falecida)               |       |
| Dra. Grace Confalone     | Laura San Giacomo | Psicóloga de Gibbs                                       |       |
| Ziva David               | Cote de Pablo     | Ex-agente do NCIS e do Mossad                            |       |

## Episódios
A décima sexta temporada de NCIS teve duas metades bem distintas, sendo a primeira formada por doze episódios isolados, enquanto a segunda deu início a um arco dramático com a revelação de que a ex-agente Ziva David (Cote de Pablo) permanecia viva, e com Gibbs entrando em conflito com suas próprias regras, em especial as de número 4 e 10. Outro fato relevante da temporada foi a renúncia do Dr. Donald “Ducky” Mallard ao cargo de médico legista do NCIS, com James Palmer assumindo a função em definitivo. Também são feitas novas revelações sobre o passado de “Jack” Sloane.
| Seq. | Episódios | Título                | Direção            | Escrito por                                                         | Data de exibição        | Audiência EUA (em milhões) |
| --- | --------- | --------------------- | ------------------ | ------------------------------------------------------------------- | ----------------------- | -------------------------- |
| 355 | 1         | "Destiny's Child"     | Tony Wharmby       | Steven D. Binder                                                    | 25 de setembro de 2018  | 12.56                      |
| Gibbs assume provisoriamente o cargo de Diretor enquanto a equipe busca por todo o mundo pelo paradeiro de Vance. Personagem recorrente: Naomi Grace como Kayla Vance |           |                       |                    |                                                                     |                         |                            |
| 356 | 2         | "Love Thy Neighbor"   | Terrence O'Hara    | Scott Williams                                                      | 2 de outubro de 2018    | 12.13                      |
| Quando um oficial naval é encontrado morto em uma banheira, a equipe interroga seus estranhos vizinhos. |           |                       |                    |                                                                     |                         |                            |
| 357 | 3         | "Boom"                | Leslie Libman      | Brandan Fehily                                                      | 9 de outubro de 2018    | 12.36                      |
| McGee fica chocado quando a equipe investiga uma explosão em frente à casa do Sub-Oficial de Primeira Classe Todd Nicholas e sua esposa, a popular estrela de reality shows Sheba Nicholas. Vance segue em fisioterapia para recuperar-se dos ferimentos sofridos enquanto esteve refém de Hakim. Personagem recorrente: Naomi Grace como Kayla Vance |           |                       |                    |                                                                     |                         |                            |
| 358 | 4         | "Third Wheel"         | James Withmore Jr. | Christopher J. Waild                                                | 16 de outubro de 2018   | 11.87                      |
| As férias tranquilas de Gibbs em sua remota cabana são interrompidas pelas chegadas de Fornell e do Capitão da Marinha Phillip Brooks, e por uma ligação do NCIS pedindo auxílio para localizar um assaltante escondido na floresta. Personagem recorrente: Joe Spano como Tobias Fornell |           |                       |                    |                                                                     |                         |                            |
| 359 | 5         | "Fragments"           | Michael Zinberg    | Gina Lucita Monreal                                                 | 23 de outubro de 2018   | 11.26                      |
| A descoberta de uma gravação de quase 50 anos sugere que o assassinato de um fuzileiro naval poderia ser na verdade um suicídio, e a equipe reabre o caso para tentar exonerar o homem condenado pelo crime. |           |                       |                    |                                                                     |                         |                            |
| 360 | 6         | "Beneath The Surface" | Rocky Carroll      | Scott J. Jarrett & Matthew R. Jarrett                               | 30 de outubro de 2018   | 12.32                      |
| Um oficial da Marinha é encontrado morto no banheiro de uma parada de caminhoneiros, ao lado de um homem que Torres conheceu em seu treinamento básico. Palmer acha que a autópsia está assombrada. |           |                       |                    |                                                                     |                         |                            |
| 361 | 7         | "A Thousand Words"    | Alrick Riley       | David J. North                                                      | 13 de novembro de 2018  | 12.47                      |
| O furto de uma parede de um Banco leva a equipe a procurar por um misterioso artista de rua, depois que em suas obras são descobertos códigos ocultos que levam a páginas de ativismo. |           |                       |                    |                                                                     |                         |                            |
| 362 | 8         | "Friendly Fire"       | Thomas J. Wright   | Jennifer Corbett                                                    | 20 de novembro de 2018  | 11.95                      |
| McGee e Bishop viajam para o Afeganistão depois que um caso de assassinato é ligado a uma série de mortes de soldados por "fogo amigo" no Exterior. Kasie deixa o laboratório e acompanha Torres em campo para processar evidências forenses adicionais. |           |                       |                    |                                                                     |                         |                            |
| 363 | 9         | "Tailing Angie"       | Terrence O'Hara    | George Schenck                                                      | 4 de dezembro de 2018   | 12.04                      |
| Após a cúmplice em um assalto à casa de um Almirante ser liberada da prisão, a equipe a segue na esperança de localizar seu parceiro e o produto do roubo. |           |                       |                    |                                                                     |                         |                            |
| 364 | 10        | "What Child is This?" | Michael Zinberg    | Scott Williams                                                      | 11 de dezembro de 2018  | 12.28                      |
| A equipe põe de lado seus planos para as Festas quando a investigação da morte de um veterano da Marinha inclui a descoberta de um bebê recém nascido, sem identificação e sem pistas aparentes de sua família. |           |                       |                    |                                                                     |                         |                            |
| 365 | 11        | "Toil and Trouble"    | Leslie Libman      | Christopher J. Waild                                                | 8 de janeiro de 2019    | 12.08                      |
| O Secretário de Defesa Wynn Crawford (Mitch Pileggi) determina a suspensão de uma investigação do NCIS sobre um homicídio envolvendo roubo de gás cloro, e a prisão de Torres e McGee por suas ações durante o caso. |           |                       |                    |                                                                     |                         |                            |
| 366 | 12        | "The Last Link"       | Rocky Carroll      | Brendan Fahily                                                      | 15 de janeiro de 2019   | 12.21                      |
| Um velho amigo da família pede a Gibbs que o acompanhe até Stillwater na busca pelo bracelete de identificação militar do recentemente falecido LJ Moore, enquanto a equipe fica em situação difícil quando um tenente da Marinha sob custódia protetora do NCIS é envenenado por um infame traficante de drogas. Participação especial: Dabney Coleman |           |                       |                    |                                                                     |                         |                            |
| 367 | 13        | "She"                 | Mark Horowitz      | Gina Lucida Monreal                                                 | 12 de fevereiro de 2019 | 13.37                      |
| Uma criança é encontrada após haver fugido do cativeiro onde estivera por toda a vida. O caso leva Bishop a mergulhar na vida particular de Ziva David, contrariando Gibbs e suas regras, até uma conclusão surpreendente. |           |                       |                    |                                                                     |                         |                            |
| 368 | 14        | "Once Upon a Tim"     | Tony Wharmby       | David J. North & Steven D. Binder                                   | 19 de fevereiro de 2019 | 12.74                      |
| McGee é forçado a revisitar seus tempos do ensino médio quando uma antiga senha sua é descoberta numa cena de crime. Personagem recorrente: Margo Harshman como Delilah Fielding-McGee |           |                       |                    |                                                                     |                         |                            |
| 369 | 15        | "Crossing The Line"   | Michael Zinberg    | Jennifer Corbett                                                    | 26 de fevereiro de 2019 | 11.77                      |
| A equipe investiga a misteriosa morte de um marinheiro em um destroier da Marinha; Torres tem que orientar três estudantes do ensino médio, para seu desgosto. |           |                       |                    |                                                                     |                         |                            |
| 370 | 16        | "Bears and Cubes"     | Diana Valentine    | Scott Williams                                                      | 12 de março de 2019     | 12.08                      |
| Ed, o sogro de Palmer, pede-lhe que manipule evidência em um caso, deixando Palmer em situação difícil quando família e trabalho colidem. Ducky discute sua posição na equipe. |           |                       |                    |                                                                     |                         |                            |
| 371 | 17        | "Silent Service"      | Rocky Carroll      | Scott J. Jarrett & Matthew R. Jarrett                               | 26 de março de 2019     | 12.18                      |
| A investigação de Gibbs e Bishop sobre a morte de um SEAL da Marinha fica complicada quando o submarino em que eles estão submerge para uma missão, e ninguém pode contatá-los. Vance oferece a Ducky uma nova função no NCIS como alternativa à aposentadoria. |           |                       |                    |                                                                     |                         |                            |
| 372 | 18        | "Mona Lisa"           | Alrick Riley       | David J. North & Brendan Fehily                                     | 2 de abril de 2019      | 11.89                      |
| Torres confia nas capacidades investigativas da equipe após ser encontrado num barco de pesca em ruínas, coberto de sangue e sem qualquer lembrança das últimas 12 horas. |           |                       |                    |                                                                     |                         |                            |
| 373 | 19        | "Perennial"           | Tony Wharmby       | Gina Lucita Monreal                                                 | 9 de abril de 2019      | 11.82                      |
| Após um ataque a tiros em um hospital naval, a equipe NCIS procura por um suspeito que fugiu do local. Sloane descobre que alguém de seu passado estava no hospital e, como tal, é testemunha chave no caso. |           |                       |                    |                                                                     |                         |                            |
| 374 | 20        | "Hail & Farewell"     | Michael Zinberg    | Jennifer Corbett                                                    | 16 de abril de 2019     | 11.88                      |
| O NCIS investiga o assassinato de uma Fuzileira que até então se acreditava haver morrido nos ataques de 11 de Setembro, depois que restos humanos são descobertos em um canteiro de obras. Um histórico pessoal com a vitima motiva Gibbs a solucionar o crime. |           |                       |                    |                                                                     |                         |                            |
| 375 | 21        | "Judge, Jury..."      | James Whitmore Jr. | Christopher J. Waild                                                | 30 de abril de 2019     | 11.80                      |
| Ao testemunhar no julgamento do responsável por um caso de homicídio de 30 anos atrás, a equipe é acionada depois que uma brecha legal leva à anulação do julgamento e liberação do acusado (e morte). McGee visita a empresa de tecnologia que lhe fez uma proposta de emprego, mas ele tem motivos ocultos. |           |                       |                    |                                                                     |                         |                            |
| 376 | 22        | "... and Executioner" | Terrence O'Hara    | Christopher J. Waild & David J. North                               | 7 de maio de 2019       | 11.66                      |
| A investigação de uma conta discreta do Governo leva o NCIS a enfrentar um grupo de juízes corruptos que financiam matadores vigilantes. |           |                       |                    |                                                                     |                         |                            |
| 377 | 23        | "Lost Time"           | Diana Valentine    | Teleplay by: Scott Williams Story by: Scott Williams & Frank Cardea | 14 de maio de 2019      | 11.70                      |
| Enquanto a equipe investiga o assassinato de um SEAL da Marinha que ajudou a eliminar um conhecido líder terrorista, Gibbs sofre uma crise de consciência que o leva a procurar sua psiquiatra. Personagem recorrente: Laura San Giacomo como Grace Confalone |           |                       |                    |                                                                     |                         |                            |
| 378 | 24        | "Daughters"           | Tony Wharmby       | Steven D. Binder                                                    | 21 de maio de 2019      | 12.10                      |
| Tobias Fornell pede a Gibbs que não meça esforços para deter traficantes de drogas depois que sua filha Emily é internada com overdose. Gibbs também passa a ser importunado por visões de Diane, sua ex-esposa e de Fornell e mãe de Emily. No final, Gibbs recebe a inesperada visita de Ziva David que o avisa que ele está em perigo. Personagens recorrentes: Joe Spano como Tobias Fornell, Juliette Angelo como Emily Fornell, Melinda McGraw como Diane Sterling e Cote de Pablo como Ziva David. |           |                       |                    |                                                                     |                         |                            |